# Siergiej Moziakin
Siergiej Walerjewicz Moziakin, ros. Сергей Валерьевич Мозякин (ur. 30 marca 1981 w Jarosławiu) – rosyjski hokeista, reprezentant Rosji, olimpijczyk.

## Kariera klubowa
- Torpedo 2 Jarosław (1997-1998)
- Val-d’Or Foreurs (1998-1999)
- CSKA Moskwa (1999-2006)
- Atłant Mytiszczi (2006-2011)
- Mietałłurg Magnitogorsk (2011-2021)

Wychowanek Torpedo Jarosław. Od 2006 przez pięć lat był hokeistą klubu Atłant Mytiszczi, w którym był kapitanem drużyny i zdobywał wiele nagród indywidualnych. Od 2011 zawodnik Mietałłurga Magnitogorsk. W lutym 2013 przedłużył kontrakt z klubem o pięć lat do końca sezonu 2017/2018 (formalnie wszedł w życie od 1 maja 2013). Pod koniec stycznia 2018 prolongował umowę z klubem o dwa lata. Na początku lipca 2021 ogłoszono zakończenie przez niego kariery zawodniczej.
W trakcie kariery zyskał pseudonim Mozy. 7 lutego 2021 jego syn Andriej (ur. 2001) zadebiutował w barwach Mietałłurga grając w składzie razem ze swoim ojcem.

## Kariera reprezentacyjna
W barwach reprezentacji Rosji uczestniczył w turniejach mistrzostw świata w 2006, 2008, 2009, 2010, 2013, 2015, 2016, 2017 (w turnieju w 2017 doznał kontuzji po ataku Patricka Hagera w meczu z Niemcami, po czym był niezdolny do dalszego udziału w imprezie). W ramach ekipy olimpijskich sportowców z Rosji brał udział w turnieju zimowych igrzysk olimpijskich 2018.

## Sukcesy i osiągnięcia
Reprezentacyjne
- Złoty medal mistrzostw świata: 2008, 2009
- Srebrny medal mistrzostw świata: 2010, 2015
- Brązowy medal mistrzostw świata: 2016, 2017
- Złoty medal zimowych igrzysk olimpijskich: 2018

Klubowe
- Srebrny medal mistrzostw Rosji: 2011 z Atłantem Mytiszczi, 2017 z Mietałłurgiem Magnitogorsk
- Puchar Gagarina – mistrzostwo KHL: 2014, 2016 z Mietałłurgiem Magnitogorsk
- Złoty medal mistrzostw Rosji: 2014, 2016 z Mietałłurgiem Magnitogorsk
- Finał o Puchar Gagarina: 2017 z Mietałłurgiem Magnitogorsk

Indywidualne
- Wyższa liga (2001/2002):
  - Pierwsze miejsce w klasyfikacji kanadyjskiej
- Superliga rosyjska w hokeju na lodzie (2005/2006):
  - Pierwsze miejsce w klasyfikacji asystentów
  - Pierwsze miejsce w klasyfikacji kanadyjskiej
  - Złoty Kask (przyznawany sześciu zawodnikom wybranym do składu gwiazd sezonu)
- Superliga rosyjska w hokeju na lodzie (2006/2007):
  - Nagroda Dżentelmen na Lodzie dla napastnika
- Superliga rosyjska w hokeju na lodzie (2007/2008):
  - Drugie miejsce w klasyfikacji strzelców
  - Pierwsze miejsce w klasyfikacji kanadyjskiej
  - Nagroda Najlepsza Trójka dla tercetu najskuteczniejszych strzelców ligi (oraz Albiert Leszczow i Nikołaj Pronin) – łącznie 49 goli
- KHL (2008/2009):
  - Najlepszy napastnik miesiąca: wrzesień 2008
  - Mecz Gwiazd KHL
  - Drugie miejsce w klasyfikacji strzelców w sezonie zasadniczym: 34 gole
  - Pierwsze miejsce w klasyfikacji asystentów w sezonie zasadniczym: 42 asysty
  - Pierwsze miejsce w klasyfikacji kanadyjskiej w sezonie zasadniczym: 76 punktów
  - Drugie miejsce w klasyfikacji zwycięskich goli w sezonie zasadniczym: 9
  - Nagroda Dżentelmen na Lodzie dla napastnika
- KHL (2009/2010):
  - Najlepszy napastnik miesiąca: grudzień 2009
  - Mecz Gwiazd KHL
  - Czwarte miejsce w klasyfikacji strzelców w sezonie zasadniczym: 27 goli
  - Czwarte miejsce w klasyfikacji asystentów w sezonie zasadniczym: 38 asyst
  - Pierwsze miejsce w klasyfikacji kanadyjskiej w sezonie zasadniczym: 66 punktów
  - Czwarte miejsce w klasyfikacji zwycięskich goli w sezonie zasadniczym: 6 goli
  - Złoty Kask (przyznawany sześciu zawodnikom wybranym do składu gwiazd sezonu)
- KHL (2010/2011):
  - Najlepszy napastnik miesiąca: listopad i grudzień 2010
  - Trzecie miejsce w klasyfikacji strzelców w sezonie zasadniczym: 27 goli
  - Czwarte miejsce w punktacji kanadyjskiej w sezonie zasadniczym: 61 punktów
  - Trzecie miejsce w klasyfikacji strzelców zwycięskich goli w sezonie zasadniczym: 6 goli
  - Pierwsze miejsce w klasyfikacji oddanych strzałów na bramkę w fazie play-off: 77
  - Drugie miejsce w klasyfikacji kanadyjskiej w fazie play-off: 22 punkty
  - Czwarte miejsce w klasyfikacji strzelców zwycięskich goli w fazie play-off: 2 gole
  - Złoty Kask (przyznawany sześciu zawodnikom wybranym do składu gwiazd sezonu)
  - Nagroda Dżentelmen na Lodzie dla napastnika (nagroda honorująca graczy, którzy łączą sportową doskonałość z nieskazitelnym zachowaniem): 77 meczów, 35 gole, 47 asysty, +8 punkty i 14 minut kar
- Channel One Cup 2012:
  - Pierwsze miejsce w klasyfikacji strzelców turnieju: 3 gole
  - Skład gwiazd turnieju
- KHL (2012/2013)[11]:
  - Najlepszy zawodnik miesiąca – listopad 2012[12][13].
  - Mecz Gwiazd KHL[14]
  - Pierwsze miejsce w klasyfikacji strzelców w sezonie zasadniczym: 35 goli (rekord ligi)
  - Trzecie miejsce w klasyfikacji asystentów w sezonie zasadniczym: 41 asyst
  - Pierwsze miejsce w punktacji kanadyjskiej w sezonie zasadniczym: 76 punktów
  - Drugie miejsce w klasyfikacji zwycięskich goli meczowych w sezonie zasadniczym: 7 goli
  - Złoty Kij – Najbardziej Wartościowy Gracz (MVP) w sezonie zasadniczym
  - Nagroda Najlepsza Trójka dla tercetu najskuteczniejszych strzelców ligi (oraz Jewgienij Małkin i Nikołaj Kulomin) – łącznie 40 goli
  - Nagroda Dżentelmen na Lodzie dla napastnika (nagroda honorująca graczy, którzy łączą sportową doskonałość z nieskazitelnym zachowaniem): 48 meczów, 35 goli, 41 asyst, +21 punkty i 6 minut kar
  - Złoty Kask (przyznawany sześciu zawodnikom wybranym do składu gwiazd sezonu)
- Oddset Hockey Games 2013:
  - Pierwsze miejsce w klasyfikacji asystentów turnieju: 3 asysty
  - Pierwsze miejsce w klasyfikacji kanadyjskiej turnieju: 4 punkty
  - Skład gwiazd turnieju
- Kajotbet Hockey Games 2013:
  - Pierwsze miejsce w klasyfikacji strzelców turnieju: 2 gole
  - Pierwsze miejsce w klasyfikacji kanadyjskiej turnieju: 3 punkty
- Euro Hockey Tour 2012/2013:
  - Pierwsze miejsce w klasyfikacji strzelców całego cyklu: 6 goli
  - Pierwsze miejsce w klasyfikacji asystentów całego cyklu: 5 asyst
  - Pierwsze miejsce w klasyfikacji kanadyjskiej całego cyklu: 11 punktów
- KHL (2013/2014)[15]:
  - Najlepszy napastnik miesiąca – listopad 2013, styczeń 2014, marzec 2014, kwiecień 2014
  - Mecz Gwiazd KHL[16], kapitan drużyny Wschodu[17]
  - Pierwsze miejsce w klasyfikacji strzelców w sezonie zasadniczym: 34 gole
  - Trzecie miejsce w klasyfikacji asystentów w sezonie zasadniczym: 39 asyst
  - Pierwsze miejsce w punktacji kanadyjskiej w sezonie zasadniczym: 73 punkty
  - Drugie miejsce w klasyfikacji +/− w sezonie zasadniczym: +43
  - Najlepszy napastnik – finały konferencji
  - Pierwsze miejsce w klasyfikacji strzelców w fazie play-off: 12 gole
  - Pierwsze miejsce w klasyfikacji asystentów w fazie play-off: 20 asyst
  - Pierwsze miejsce w klasyfikacji kanadyjskiej w fazie play-off: 32 punkty
  - Pierwsze miejsce w klasyfikacji +/− w fazie play-off: +12
  - Pierwsze miejsce w klasyfikacji strzelców w fazie play-off: 13 goli
  - Pierwsze miejsce w klasyfikacji asystentów w fazie play-off: 20 asyst
  - Pierwsze miejsce w klasyfikacji kanadyjskiej w fazie play-off: 33 punkty
  - Pierwsze miejsce w klasyfikacji strzelców zwycięskich goli meczowych w fazie play-off: 8 goli
  - Pierwsze miejsce w klasyfikacji +/− w fazie play-off: +14
  - Złoty Kij – Najbardziej Wartościowy Gracz (MVP) w sezonie zasadniczym
  - Nagroda Najlepsza Trójka dla tercetu najskuteczniejszych strzelców ligi (oraz Danis Zaripow i Jan Kovář) – łącznie 71 goli
  - Nagroda Dżentelmen na Lodzie dla napastnika (nagroda honorująca graczy, którzy łączą sportową doskonałość z nieskazitelnym zachowaniem): 75 meczów, 106 punktów, 47 goli, 59 asyst, +57 punkty i 16 minut kar
  - Złoty Kask (przyznawany sześciu zawodnikom wybranym do składu gwiazd sezonu)
  - Mistrz Play-off – Najbardziej Wartościowy Gracz (MVP) fazy play-off (33 punkty za 13 goli i 20 asyst w 21 meczach)[18]
- KHL (2014/2015):
  - Najlepszy napastnik – ćwierćfinały konferencji 2015[19]
  - Czwarte miejsce w klasyfikacji strzelców w sezonie zasadniczym: 27 goli
  - Czwarte miejsce w klasyfikacji strzelców zwycięskich goli meczowych w sezonie zasadniczym: 8 goli
  - Pierwsze miejsce w klasyfikacji średniego czasu spędzonego na lodzie w meczu wśród napastników w sezonie zasadniczym: 21 min. 37 sek.
  - Piąte miejsce w klasyfikacji strzelców w fazie play-off: 8 goli
- Mistrzostwa Świata w Hokeju na Lodzie 2015/Elita:
  - Czwarte miejsce w klasyfikacji strzelców turnieju: 6 goli[20]
  - Czwarte miejsce w klasyfikacji kanadyjskiej turnieju: 12 punktów[21]
- KHL (2015/2016):
  - Mecz Gwiazd KHL, kapitan drużyny Wschodu
  - Najlepszy napastnik miesiąca – wrzesień 2015[22], marzec 2016[23]
  - Najlepszy napastnik – finał rozgrywek[24]
  - Pierwsze miejsce w klasyfikacji strzelców w sezonie zasadniczym: 32 gole
  - Pierwsze miejsce w punktacji kanadyjskiej w sezonie zasadniczym: 67 punktów
  - Czwarte miejsce w klasyfikacji zwycięskich goli w sezonie zasadniczym: 6 goli
  - Pierwsze miejsce w klasyfikacji strzelców w fazie play-off: 11 goli
  - Pierwsze miejsce w klasyfikacji strzelców zwycięskich goli w fazie play-off: 5 goli
  - Drugie miejsce w klasyfikacji asystentów w fazie play-off: 14 asyst
  - Pierwsze miejsce w punktacji kanadyjskiej w fazie play-off: 25 punktów
  - Pierwsze miejsce w klasyfikacji +/− w fazie play-off: +14
  - Złoty Kij – Najbardziej Wartościowy Gracz (MVP) w sezonie zasadniczym[25]
  - Mistrz Play-off – Najbardziej Wartościowy Gracz (MVP) fazy play-off (25 punkty za 11 goli i 14 asyst w 23 meczach)[18]
  - Złoty Kask (przyznawany sześciu zawodnikom wybranym do składu gwiazd sezonu)
  - Nagroda dżentelmen na Lodzie dla napastnika
- Mistrzostwa Świata w Hokeju na Lodzie 2016/Elita:
  - Trzecie miejsce w klasyfikacji strzelców turnieju: 6 goli[26]
- KHL (2016/2017)[27][28]:
  - Najlepszy napastnik miesiąca – wrzesień[29], listopad[30] 2016, styczeń[31], luty[32] 2017
  - Mecz Gwiazd KHL, kapitan drużyny Dywizji Charłamowa
  - Pierwsze miejsce w klasyfikacji strzelców w sezonie zasadniczym: 48 goli
  - Drugie miejsce w klasyfikacji zwycięskich goli w sezonie zasadniczym: 7 goli
  - Pierwsze miejsce w punktacji kanadyjskiej w sezonie zasadniczym: 85 punktów
  - Najlepszy napastnik – finały konferencji[33]
  - Piąte miejsce w klasyfikacji strzelców w fazie play-off: 7 goli
  - Drugie miejsce w klasyfikacji asystentów w fazie play-off: 17 asyst
  - Drugie miejsce w klasyfikacji kanadyjskiej w fazie play-off: 24 punkty
  - Złoty Kij – Najbardziej Wartościowy Gracz (MVP) w sezonie zasadniczym
  - Złoty Kask (przyznawany sześciu zawodnikom wybranym do składu gwiazd sezonu)
  - Nagroda Dżentelmen na Lodzie dla napastnika
  - Nagroda Bezcenny Zawodnik (w ramach projektu Bezcenna Liga, przyznawana przez Mastercard)
- Mecz Gwiazd KHL – łącznie wystąpił w 11 edycjach

Rekordy
- Pierwsze miejsce w klasyfikacji liczby pokonanych bramkarzy wśród graczy KHL: 63 (stan na 30.10.2012)[34]
- Drugie miejsce w klasyfikacji strzelców w historii najwyższej ligi rosyjskiej: 299 goli (stan 18.02.2012)[35]
- Pierwsze miejsce w klasyfikacji strzelców w historii ligi KHL: 162 goli (stan 18.02.2012)
- Jako pierwszy gracz w KHL osiągnął 400 punktów w klasyfikacji kanadyjskiej (stan na koniec 2013)[36]
- Pierwsze miejsce w klasyfikacji liczby goli strzelonych w najwyższej klasie rozgrywkowej ZSRR/Rosji: 429 (10 września 2016, wyrównany rekord Borisa Michajłowa – 428[37][38], 14 września 2015 nowy rekord – 429[39][40])
- 500 asyst w rozgrywkach KHL (16 stycznia 2021)[41]

Wyróżnienia
- Zasłużony Mistrz Sportu Rosji w hokeju na lodzie (2009)
- Numer 10, z którym występował w barwach Mietałłurga Magnitogorsk, został zastrzeżony dla zawodników tej drużyny (2021)[42]
- Nagroda specjalna „Fonbet Złota Drużyna” – przyznana trenerowi i sześciu zawodnikom wybranym do składu gwiazd na 15-lecie rozgrywek KHL: 2023[43]

Odznaczenia
- Medal Orderu „Za zasługi dla Ojczyzny” II stopnia (2009)[44]
- Order Przyjaźni (27 lutego 2018)[45]